# Spergularia aberrans
Spergularia aberrans là loài thực vật có hoa thuộc họ Cẩm chướng. Loài này được I.M. Johnst. miêu tả khoa học đầu tiên.